# Osleston and Thurvaston
Osleston and Thurvaston är en civil parish i Storbritannien.   Den ligger i distriktet South Derbyshire i grevskapet Derbyshire i England, i den södra delen av landet, 190 km nordväst om huvudstaden London.